# گروه تلگراف
گروه تلگراف (انگلیسی: Telegraph Media Group) شرکت هلدینگ رسانه‌ای بریتانیایی است، که مالک دیلی تلگراف و ساندی تلگراف می‌باشد. این شرکت در سال ۲۰۰۴ توسط دیوید و فردریک بارکلی خریداری شد و هم‌اکنون از شرکت‌های زیرمجموعه پرس هلدینگ محسوب می‌شود.